# 芙里尼

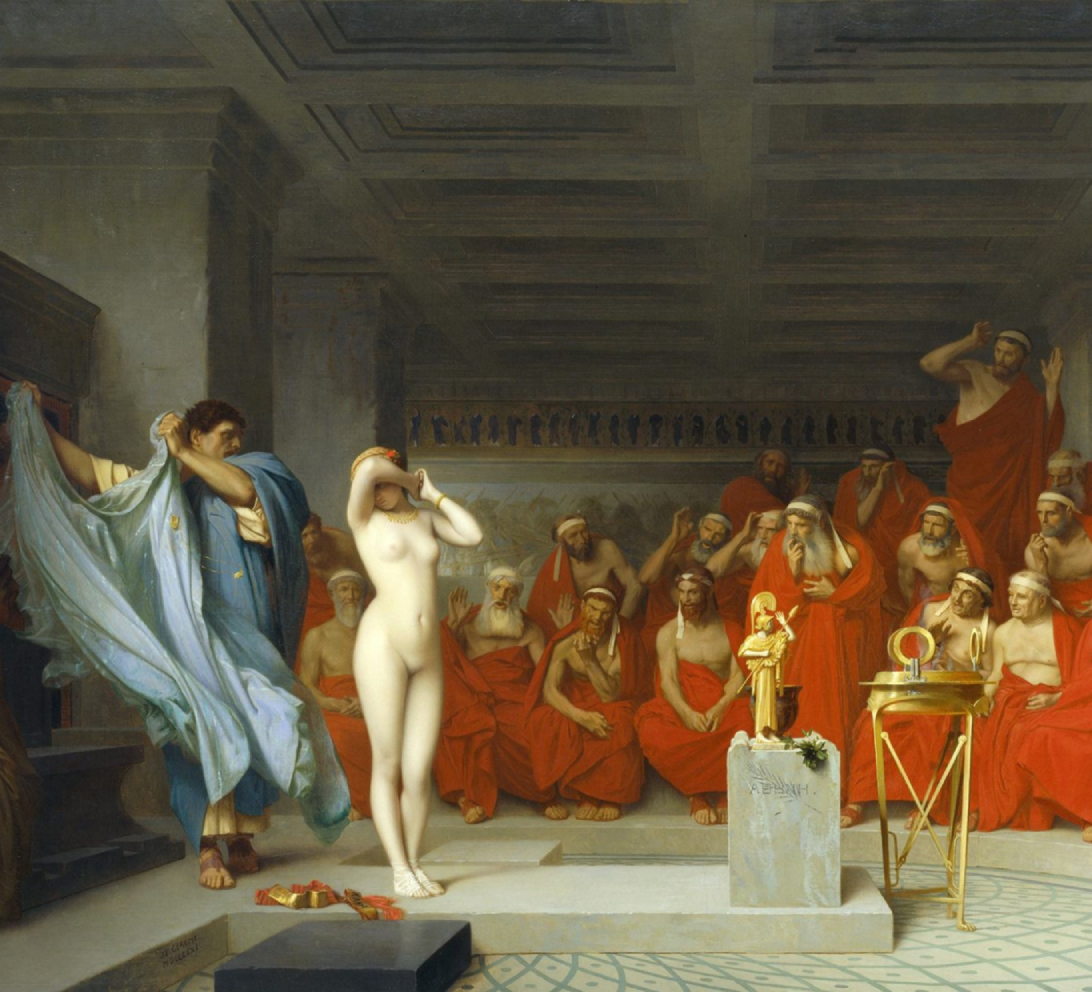
讓-里奧·傑洛姆的《法庭上的芙里尼》（局部），繪於1861年，漢堡美術館藏

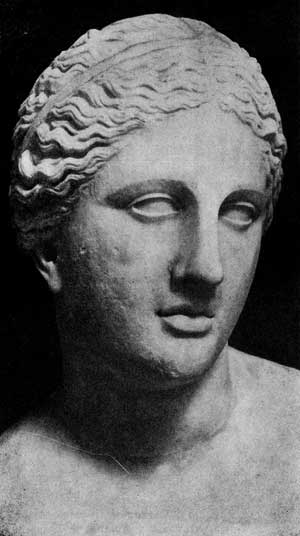
罗马作品《科罗纳维纳斯》，《克尼多斯的阿芙蘿黛蒂》的复制品之一

芙里尼（Φρύνη，又译为芙丽涅）是公元前4世纪古希腊著名的交际花（参见古希腊卖淫业）。她生于维奥蒂亚的特斯皮埃，随后来到雅典成为一名交际花，在这里赚取了声名以及财富。她原名是“Mnesarete”，但由于她微黄色的皮肤，人们叫她“芙里尼”（意为蟾蜍）。
她的美貌在当时非常出名，她的情人雕塑家普拉克西特利斯以她为原型塑造了不少作品，比如特斯皮埃就有一尊她的雕像和另一件他的作品阿芙罗狄忒并排而列。据说她正是著名雕塑《克尼多斯的阿芙蘿黛蒂》的模特。她对自己的美貌也非常自信，在厄琉息斯的一次波塞冬节上她当众宽衣解带，放下束发，在众人瞩目中缓缓步入海中。据说正是这一幕触发了画家阿佩勒斯的艺术灵感，使他创作出了《爱神从海中诞生》（Aphrodite Anadyomene）。
后来她被一个旧情人控告亵渎厄琉息斯的神明，法庭的审判眼看就要对她不利。据说她的辩护人、演说家喜帕赖德斯在关键的时候揭去了她的衣裳，露出她美丽的双乳，使在场的法官为之瞠目结舌，最后作出了无罪的判决；也有说法认为是她自己褪去了衣裳，并向每个陪审员求情。然而，法官并非仅是因为被她的美丽所征服而引罪不究，而是在古希腊的文化中，完美的身材往往被认为是体现了神性或受到神明的眷顾。
她的费用非常高昂，根据雅典那乌斯（Athenaeus）对马崇（Machon）的转述，她可以讨取一个迈纳（一百个德拉克马）的过夜费。不过在前149年对阿里斯托芬的《财神》的一个注解中，这个收费被夸张到一万德拉克马。她的收入甚至多到能够让她资助忒拜城墙的修复，附加条件是在墙上镌刻“亚历山大（前335年）毁掉的，名媛（交际花，含高级妓女之意）芙里尼修复”字样。这项建议最终被拒绝。
不过同样根据马崇，她也根据对客人印象的好坏来收取服务费用。一次吕底亚的国王垂涎于她的美貌，但她觉得此人面目可憎而开了一个天方夜谭的价格，不过传说他如数支付。另一次她却主动为哲学家第欧根尼献身，因为她倾慕后者的学识。然而，有好事者認為生活於公元前4世紀的芙里尼不可能認識公元3世紀的第歐根尼·拉爾修，因而認為這裡提到的第歐根尼應該是與她同時代的錫諾普的第歐根尼。